# Strychnos camptoneura
Espèce
Synonymes
- Scyphostrychnos psittaconyx J. Duvign.[1]
- Scyphostrychnos talbotii S. Moore[1]

Strychnos camptoneura est une espèce de plantes de la famille des Loganiaceae et du genre Strychnos, présente en Afrique tropicale.

## Description
C'est une espèce de grande liane pouvant atteindre 120 m de long.

## Distribution
Elle a été observée en Afrique tropicale, depuis le Liberia jusqu'en république centrafricaine et en république démocratique du Congo.

## Habitat
Relativement répandue, on la trouve dans les forêts pluviales jusqu'à 700 m d’altitude.

## Utilisation
On lui connaît plusieurs usages en médecine traditionnelle, sous forme de décoction d'écorce ou de feuilles, pour traiter les défaillances sexuelles (Cameroun), le paludisme (Cameroun, Congo), les maux d’estomac, les douleurs rénales et la hernie.
L'écorce de racine, mélangée à d'autres plantes, ou le fruit s'utilisent comme poison de flèche.